# Myioborus miniatus
Myioborus miniatus е вид птица от семейство Parulidae. Видът е незастрашен от изчезване.

## Разпространение
Разпространен е в Аржентина, Боливия, Бразилия, Колумбия, Коста Рика, Еквадор, Салвадор, Гватемала, Гвиана, Хондурас, Мексико, Никарагуа, Панама, Перу, САЩ и Венецуела.